# Rue Escoffier
Pour les articles homonymes, voir Rue de la Zone.
La rue Escoffier est une voie située dans le 12e arrondissement de Paris, en France.

## Origine du nom

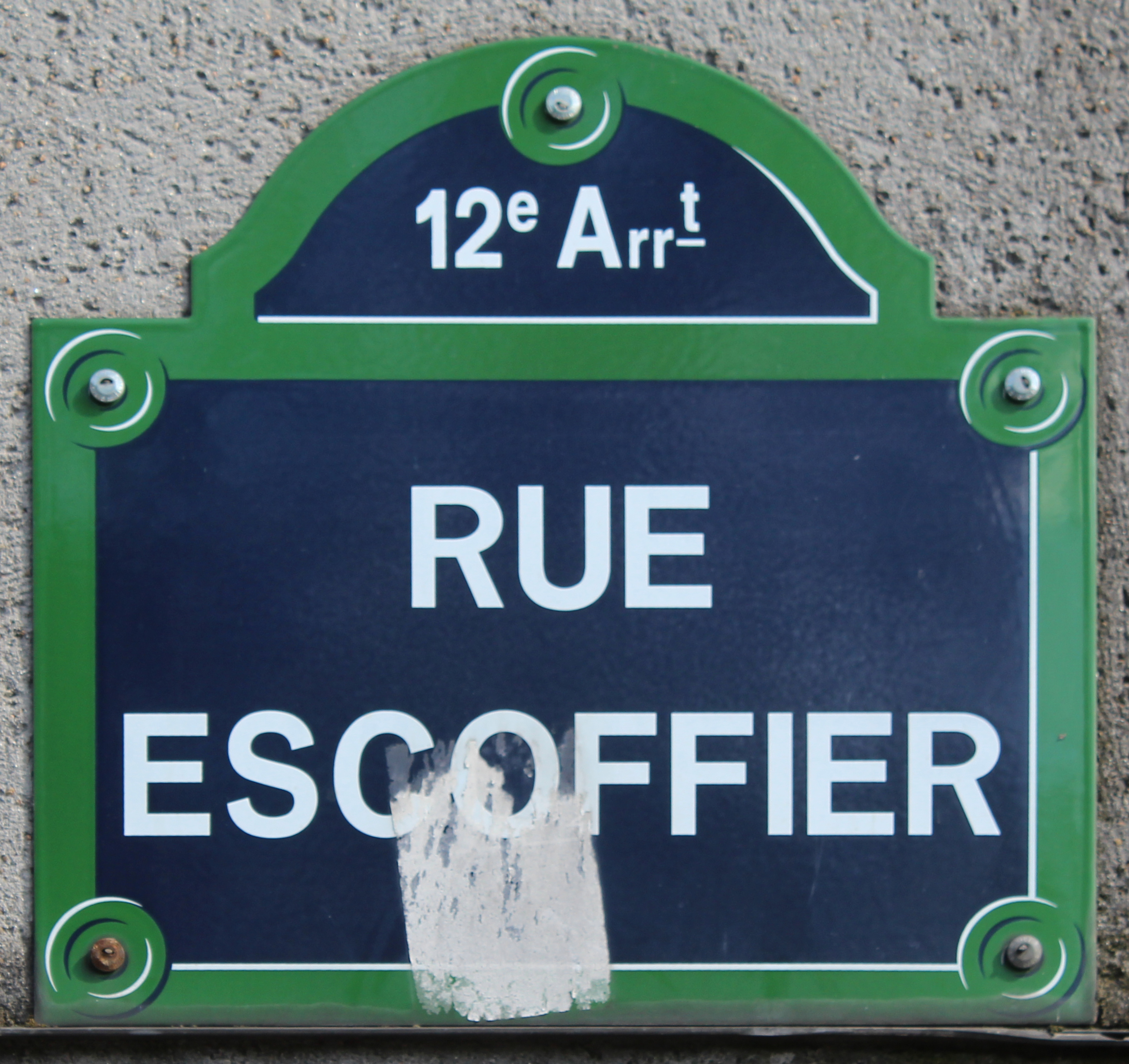
Plaque de la rue.

Elle porte le nom du chef cuisinier, restaurateur et auteur culinaire français, Auguste Escoffier (1846-1935).

## Historique
Cette ancienne voie de la commune de Charenton-le-Pont, alors dénommée « rue de la Zone » en référence à la zone non ædificandi autour de la capitale, a été annexée à Paris par décret du 18 avril 1929 et a pris son nom actuel par arrêté du 3 février 1954.
La construction du périphérique de Paris et de l'échangeur de Bercy, dans les années 1970, a modifié le débouché de la rue Escoffier sur le quai de Bercy.

## Bâtiments remarquables et lieux de mémoire
- Centre commercial Bercy 2.